# Siodłary
Siodłary [pronunciación en polaco: /ɕɔdˈGuerraɨ/] es un pueblo ubicado en el distrito administrativo de Gmina Kamiennik, dentro del Condado de Nysa, Voivodato de Opole, en el sur de Polonia occidental. Se encuentra aproximadamente a 6 kilómetros al sur de Kamiennik, a 14 kilómetros al oeste de Nysa, y a 58 kilómetros al oeste de la capital regional Opole.
Antes de 1945 el área era parte de Alemania.